# جهش بدمعنی

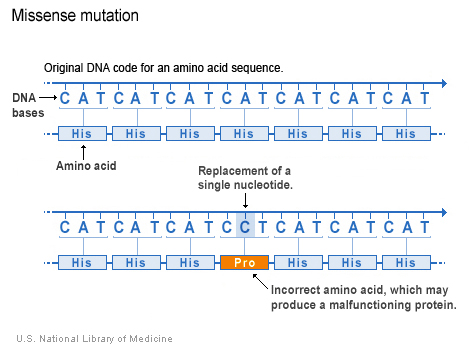
در این تصویر، نمونه‌ای از یک «جهش بدمعنی» دیده می‌شود. نوکلئوتید «آدنین» با یک نوکلئوتید دیگر (سیتوزین) جایگزین می‌شود. در نتیجه، به جای آنکه اسید آمینهٔ هیستیدین ساخته شود، اسید آمینهٔ پرولین ساخته می‌شود و در بدنهٔ پروتئینِ نهایی، جای می‌گیرد.

جهش بدمعنی یا جهش دگرمعنا (انگلیسی: Missense mutation) در علم ژنتیک، نوعی جهش نقطه‌ای است که طی آن، تغییرِ تنها یک نوکلئوتید، سبب می‌شود تا رمز ژنتیکی به‌گونه‌ای عوض شود که یک اسید آمینهٔ کاملاً متفاوت (از آنچه قرار بود ساخته شود) به‌جای اسید آمینه اصلی به وجود آید. این جهش از نوع «تبادل غیرمترادف» (Nonsynonymous substitution) است.
در این جهش هم توالی DNA تغییر می‌کند و هم توالی mRNA. اما تغییری در طولشان ایجاد نمی‌شود. طول پلی‌پپتید حاصل نیز بی‌تغییر خواهد ماند.